# Andrew Loomis
Andrew Loomis (* 1892; † 1959) war ein amerikanischer Illustrator und Kunstlehrer, der vor allem wegen einer Reihe von Lehrbüchern bekannt ist. Seine Bücher wurden lange Zeit nicht gedruckt, sind inzwischen aber bei Titan Books wieder erhältlich.

## Werke
- Fun With a Pencil. 1939.
- Figure Drawing For All It's Worth. 1943.
- Creative Illustration. 1947.
- Successful Drawing. 1951. Neuauflage: Three Dimensional Drawing. 1961.
- Drawing Heads And Hands. 1956.
- Eye of the Painter and Elements of Beauty. 1961 (postum veröffentlicht)